# Бурро, Андре
Андре Бурро (фр. André Bourreau; род. 3 декабря 1934) — французский дзюдоист, 5-кратный чемпион Франции (1961—1965), чемпион (1962—1965) и серебряный призёр (1961) чемпионатов Европы, бронзовый призёр чемпионатов Европы в командном зачёте в 1963—1965 годах, участник летних Олимпийских игр 1964 года в Токио. Выступал в лёгкой (до 68 кг) и полусредней (до 70 кг) весовых категориях.
На Олимпиаде француз победил австралийца Рональда Форда, но проиграл представителю Южной Кореи Паку Чхон Саму и выбыл из борьбы, заняв итоговое 9-е место.